# Aphidius nigripes
Aphidius nigripes är en stekelart som beskrevs av William Harris Ashmead 1901. Aphidius nigripes ingår i släktet Aphidius och familjen bracksteklar. Inga underarter finns listade i Catalogue of Life.